# اوپتون، کبک

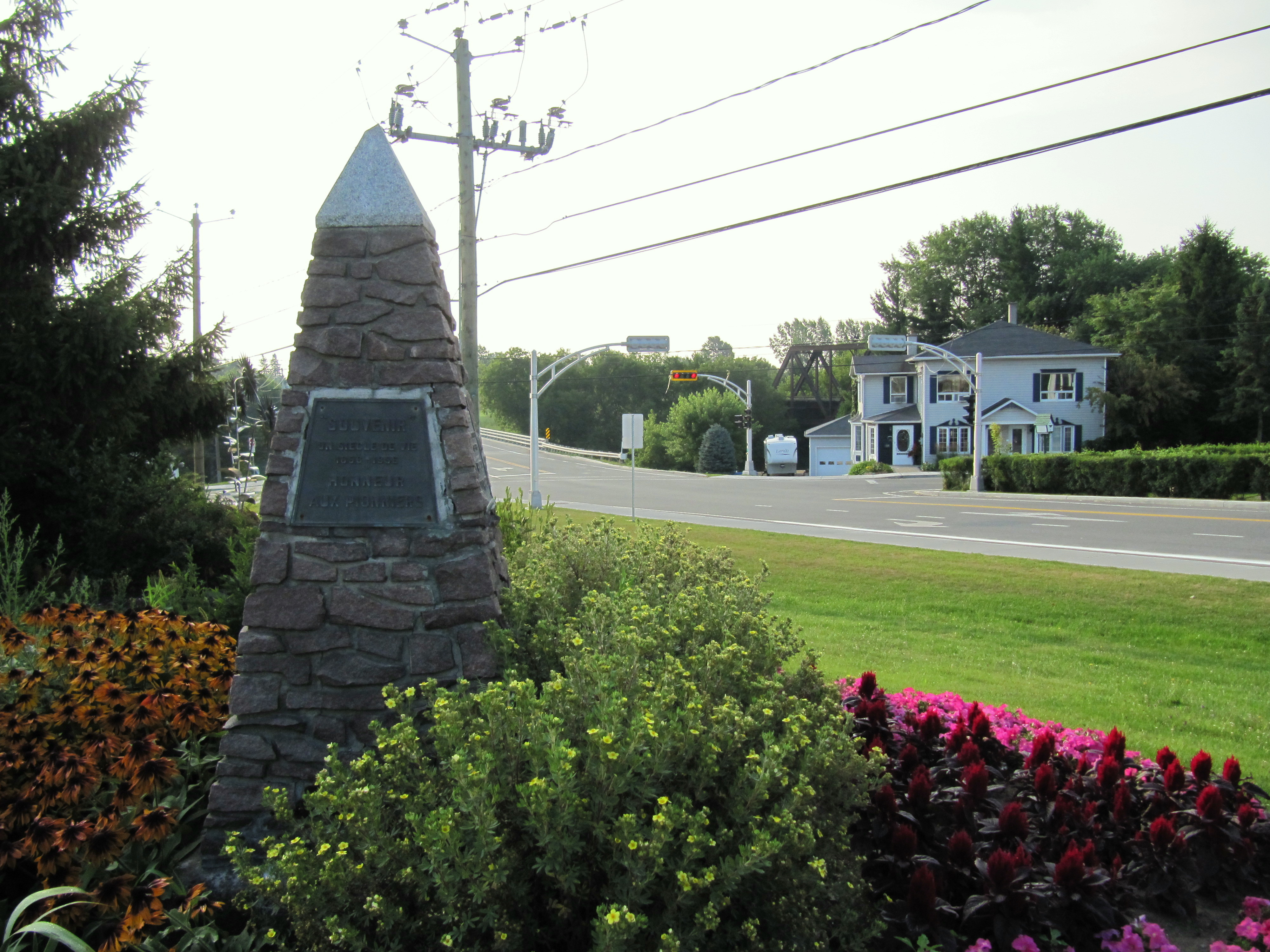
نمایی از شهر اوپتون در ناحیه مونترژی، کانادا - آگوست ۲۰۱۲

اوپتون (به فرانسوی: Upton) شهری در منطقه شهری اکتون ناحیه مونترژی در استان کبک کانادا است. در سرشماری سال ۲۰۱۱ این شهر ۲٬۰۱۴ نفر جمعیت داشته‌است و مساحت آن ۵۱٫۰۲ کیلومتر مربع است.